# UCI World Ranking de 2010
O UCI World Ranking de 2010 foi a segunda e última edição da competição ciclista chamada UCI World Ranking.

## Equipas participantes (35)

### Equipas UCI Pro Team (18)
Estas equipas tiveram a obrigação de correr as 16 carreiras UCI Pro Tour (ao Lampre-Farnese Vini não lhe deixaram participar no Tour Down Under por "incumprimento administrativos sérios") e tinham preferência para obter convite nas Carreiras Históricas. Apesar dessa preferência em carreiras Históricas, e devido ao alto número de solicitações para participar em carreiras organizadas pela ASO (organizador do Tour de France), a Milram ficou fora da Paris-Nice, a Astana da Paris-Roubaix e a RadioShack da Volta a Espanha. Ademais, a Footon-Servetto também ficou fora da maioria de carreiras organizadas pela ASO e RCS Sport devido aos motivos de doping da sua equipa antecessor Saunier Duval e a que este não recorreu ao TAS para poder participar nas carreiras de RCS Sport tal e como passou o passado ano; por isso esta equipa sozinha teve assegurado a sua participação nas Grandes Voltas devido ao pacto assinado em 2008 de convidar a certas equipas, desde que não tivessem problemas de doping no ano anterior (os problemas da estrutura do Footon-Servetto foram dois anos antes). Por sua vez a RadioShack renunciou a participar na Tirreno-Adriático e no Giro d'Italia e a Euskaltel-Euskadi e a FDJ no Giro d'Italia.

### Equipas Profissionais Continentais (21)
Estas equipas pertenceram à segunda divisão do ciclismo profissional, mas a maioria tiveram acesso para correr as carreiras de máximo nível, isto é, as carreiras do UCI World Calendar; podendo pontuar ademais nesta máxima classificação mundial do UCI World Ranking.
Com respeito aos equipas da passada temporada entraram às novas equipas criadas nessa mesma temporada da De Rosa-Stac Plastic; os ascendidos Carmiooro-NGC, CCC Polsat Polkowice, Saur-Sojasun (desde a categoria Continental) e Scott-Marcondes César-São José dos Campos (desde a categoria amador); e os franceses descidos Cofidis, le Crédit en Ligne e Bbox Bouygues Telecom (7 ao todo). Por sua vez saíram as equipas desaparecidas da Barloworld, Contentpolis-AMPO, Agritubel, Amica Chips-Knauf, ELK Haus e LPR Brakes-Farnese Vini e o descido PSK Whirlpool-Author (à Continental) (8 ao todo).
Nesta temporada depois de recusar a solicitação por não cumprir os requisitos do Rock Racing e aprovar as solicitações duvidosas do Xacobeo Galiza e Androni Giocattoli (que depois se renomeou para Androni Giocattoli-Serramenti PVC Diquigiovanni) foram estes as equipas seleccionadas neste grupo:

#### Com “Wild Card” (17)
Estas equipas receberam uma autorização por parte da UCI para poder participar nas carreiras UCI Pro Tour pelo que tiveram acesso para poder ser convidados nas 26 carreiras do UCI World Calendar de 2010. A equipa BMC Racing Team recebeu a autorização por antecipado para poder participar no Tour Down Under.
| Código UCI | Equipa                              | N.º de carreiras do UCI World Calendar nas que participaram |
| ---------- | ----------------------------------- | ----------------------------------------------------------- |
| ASA        | Acqua & Sapone-D'Angelo & Antenucci | 8 (1 Pro Tour + 7 Históricas)                               |
| ACA        | Andaluzia-CajaSur                   | 4 (3 Pro Tour + 1 Histórica)                                |
| AND        | Androni Giocattoli                  | 7 (7 Históricas)                                            |
| BTL        | Bbox Bouygues Telecom               | 14 (5 Pro Tour + 9 Históricas)                              |
| BMC        | BMC Racing Team                     | 19 (11 Pro Tour + 8 Históricas)                             |
| FLM        | Ceramica Flaminia                   | 0                                                           |
| CMO        | Carmiooro-NGC                       | 2 (2 Históricas)                                            |
| CTT        | Cervélo Test Team                   | 20 (10 Pro Tour + 10 Históricas)                            |
| COF        | Cofidis, le Crédit en Ligne         | 13 (5 Pro Tour + 8 Históricas)                              |
| CSF        | Colnago-CSF Inox                    | 4 (4 Históricas)                                            |
| ISD        | ISD-Neri                            | 3 (3 Históricas)                                            |
| LAN        | Landbouwkrediet                     | 5 (3 Pro Tour + 2 Históricas)                               |
| SAU        | Saur-Sojasun                        | 4 (2 Pro Tour + 2 Históricas)                               |
| SKS        | Skil-Shimano                        | 9 (7 Pro Tour + 2 Históricas)                               |
| TSV        | Topsport Vlaanderen-Mercator        | 6 (4 Pro Tour + 2 Históricas)                               |
| VAC        | Vacansoleil Pro Cycling Team        | 10 (8 Pro Tour + 2 Históricas)                              |
| XGZ        | Xacobeo Galiza                      | 4 (4 Pro Tour + 1 Histórica)                                |

#### Sem “Wild Card” (4)
Estas quatro equipas não receberam a autorização por parte da UCI para poder participar nas carreiras Pro Tour, pelo que só tivessem tido acesso a participar nas carreiras denominadas Históricas, desde que pagassem a quota do passaporte biológico, facto que não ocorreu.
| Código UCI | Equipa                                    | N.º de carreiras do UCI World Calendar nas que têm participado (só Históricas) |
| ---------- | ----------------------------------------- | ------------------------------------------------------------------------------ |
| CCC        | CCC Polsat Polkowice                      | 0 (sem autorização por não ter passaporte biológico)                           |
| DER        | De Rosa-Stac Plastic                      | 0 (sem autorização por não ter passaporte biológico)                           |
| SJC        | Scott-Marcondes César-São José dos Campos | 0 (sem autorização por não ter passaporte biológico)                           |
| VBG        | Vorarlberg-Corratec                       | 0 (sem autorização por não ter passaporte biológico)                           |

1. ↑  Esta equipa foi suspensa por parte da UCI a 20 de agosto por problemas económicos: Biciciclismo, ed. (24 de agosto de 2010). «O Scott Marcondes brasileiro, suspendido pela UCI (Comunicado da equipa)». Consultado em 25 de agosto de 2010 Apesar disso seguiu competindo já como equipa amador.
2. ↑  Esta equipa foi suspendida por parte da UCI em junho por problemas económicos: Biciciclismo, ed. (12 de junho de 2010). «O Vorarlberg-Corratec, suspendido pela UCI». Consultado em 30 de agosto de 2010 Depois de despedir a 6 corredores recuperou sua licença em julho para correr mas já como equipa Continental: Biciciclismo, ed. (1 de julho de 2010). «O Vorarlberg recupera sua licença e disputará o Tour de Áustria». Consultado em 30 de agosto de 2010cqranking.com (ed.). «Vorarlberg - Corratec (VBG) - CONT-2010». Consultado em 30 de agosto de 2010

## Carreiras UCI World Calendar (26)

### Carreiras Pro Tour (16)
Veja-se carreiras UCI Pro Tour de 2010

### Carreiras Históricas (10)
| Data                        | Carreira             | Vencedor            | Equipa do vencedor |
| --------------------------- | -------------------- | ------------------- | ------------------ |
| 7-14 de março               | Paris-Nice           | Alberto Contador    | Astana             |
| 10-16 de março              | Tirreno-Adriático    | Stefano Garzelli    | Acqua & Sapone     |
| 20 de março                 | Milão-Sanremo        | Óscar Freire        | Rabobank           |
| 11 de abril                 | Paris-Roubaix        | Fabian Cancellara   | Saxo Bank          |
| 21 de abril                 | Flecha Valona        | Cadel Evans         | BMC Racing         |
| 25 de abril                 | Liège-Bastogne-Liège | Aleksandr Vinokúrov | Astana             |
| 8-30 de maio                | Giro d'Italia        | Ivan Basso          | Liquigas-Doimo     |
| 3-25 de julho               | Tour de France       | Andy Schleck        | Saxo Bank          |
| 28 de agosto-19 de setembro | Volta a Espanha      | Vincenzo Nibali     | Liquigas-Doimo     |
| 16 de outubro               | Giro de Lombardia    | Philippe Gilbert    | Quick Step         |

## Classificações finais
Estas são as classificações depois da finalização do Giro de Lombardia, última carreira puntuable:

### Classificação individual
| Posição | Ciclista          | Equipa             | Pontos |
| ------- | ----------------- | ------------------ | ------ |
| 1       | Joaquim Rodríguez | Katusha            | 561    |
| 2       | Philippe Gilbert  | Omega Pharma-Lotto | 437    |
| 3       | Luis León Sánchez | Caisse d'Epargne   | 413    |
| 4       | Cadel Evans       | BMC Racing         | 390    |
| 5       | Vincenzo Nibali   | Liquigas           | 390    |
| 6       | Robert Gesink     | Rabobank           | 379    |
| 7       | Ryder Hesjedal    | Garmin-Transitions | 317    |
| 8       | Samuel Sánchez    | Euskaltel-Euskadi  | 311    |
| 9       | Andy Schleck      | Saxo Bank          | 308    |
| 10      | Tyler Farrar      | Garmin-Transitions | 306    |

- Total de corredores com pontuação: 278
- Desmembre de pontos por corredor: Detalhe de pontos ganhados

### Classificação por equipas
| Posição | Equipa             | Pontos |
| ------- | ------------------ | ------ |
| 1       | Saxo Bank          | 1.055  |
| 2       | Liquigas           | 1.006  |
| 3       | Rabobank           | 946    |
| 4       | Katusha            | 910    |
| 5       | HTC-Columbia       | 855    |
| 6       | Garmin-Transitions | 849    |
| 7       | Omega Pharma-Lotto | 784    |
| 8       | Astana             | 768    |
| 9       | Caisse d'Epargne   | 721    |
| 10      | BMC Racing         | 661    |

- Total de equipas com pontuação: 32 (os 18 ProTeam e 14 Profissionais Continentais)
- Melhor equipa de categoria Profissional Continental: BMC Racing (10º com 661 pontos)

### Classificação por países
| Posição | País           | Pontos |
| ------- | -------------- | ------ |
| 1       | Espanha        | 1.716  |
| 2       | Itália         | 1.201  |
| 3       | Bélgica        | 992    |
| 4       | Austrália      | 850    |
| 5       | Estados Unidos | 773    |
| 6       | Países Baixos  | 653    |
| 7       | Alemanha       | 551    |
| 8       | Luxemburgo     | 538    |
| 9       | Rússia         | 483    |
| 10      | Noruega        | 441    |

- Total de países com pontuação: 34

## Progresso das classificações
| Carreira (Vencedor)                            | Classificação individual | Classificação por equipas | Classificação por países |
| ---------------------------------------------- | ------------------------ | ------------------------- | ------------------------ |
| Tour Down Under (André Greipel)                | André Greipel            | HTC-Columbia              | Austrália                |
| Paris-Nice (Alberto Contador)                  | Luis León Sánchez        | Caisse d'Epargne          | Espanha                  |
| Tirreno-Adriático (Stefano Garzelli)           | Astana                   |                           | Espanha                  |
| Milão-Sanremo (Óscar Freire)                   | Astana                   |                           | Espanha                  |
| Volta à Catalunha (Joaquim Rodríguez)          | Katusha                  |                           | Espanha                  |
| Gante-Wevelgem (Bernhard Eisel)                | Katusha                  |                           | Espanha                  |
| Volta à Flandres (Fabian Cancellara)           | Katusha                  |                           | Espanha                  |
| Volta ao País Basco (Chris Horner)             | Katusha                  |                           | Espanha                  |
| Paris-Roubaix (Fabian Cancellara)              | Katusha                  |                           | Espanha                  |
| Amstel Gold Race (Philippe Gilbert)            | Katusha                  |                           | Espanha                  |
| Flecha Valona (Cadel Evans)                    | Katusha                  | Cadel Evans               | Espanha                  |
| Liège-Bastogne-Liège (Aleksandr Vinokúrov)     | Katusha                  | Aleksandr Vinokúrov       | Espanha                  |
| Volta à Romandia (Simon Špilak)                | Katusha                  |                           | Espanha                  |
| Giro d'Italia (Ivan Basso)                     | Katusha                  | Cadel Evans               | Espanha                  |
| Critérium du Dauphiné Libéré (Janez Brajkovič) | Astana                   |                           | Espanha                  |
| Volta a Suíça (Fränk Schleck)                  | Astana                   |                           | Espanha                  |
| Tour de France (Andy Schleck)                  | Joaquim Rodríguez        | Saxo Bank                 | Espanha                  |
| Clássica de San Sebastián (Luis León Sánchez)  |                          | Saxo Bank                 | Espanha                  |
| Volta à Polónia (Daniel Martin)                |                          | Saxo Bank                 | Espanha                  |
| Vattenfall Cyclassics (Tyler Farrar)           |                          | Saxo Bank                 | Espanha                  |
| G.P. Plouay (Matthew Goss)                     |                          | Saxo Bank                 | Espanha                  |
| Eneco Tour (Tony Martin)                       |                          | Saxo Bank                 | Espanha                  |
| Grande Prêmio de Quebec (Thomas Voeckler)      |                          | Saxo Bank                 | Espanha                  |
| Grande Prêmio de Montreal (Robert Gesink)      | Rabobank                 |                           | Espanha                  |
| Volta a Espanha (Vincenzo Nibali)              | Saxo Bank                |                           | Espanha                  |
| Giro de Lombardia (Philippe Gilbert)           | Saxo Bank                |                           | Espanha                  |
| Final                                          | Joaquim Rodríguez        | Saxo Bank                 | Espanha                  |